# Montella
Montella község (comune) Olaszország Campania régiójában, Avellino megyében.

## Fekvése
A megye délkeleti részén fekszik. Határai: Giffoni Valle Piana, Acerno, Serino, Volturara Irpina,  Montemarano, Nusco, Bagnoli Irpino és Cassano Irpino. 

## Története
A települést a hirpinusok alapították valószínűleg az i. e. 4. században. A longobárd időkben a vidék egyik jelentős központjává nőtte ki magát. A következő századokban nemesi birtok volt. A 19. században nyerte el önállóságát, amikor a Nápolyi Királyságban felszámolták a feudalizmust.

## Közlekedés
A Montella vasútállomás kissé keletre fekszik az Avellino–Rocchetta Sant’Antonio-vasútvonaltól, amelyet már nem szolgálnak fel az utasszállításban. 

## Népessége
A népesség számának alakulása:

## Főbb látnivalói

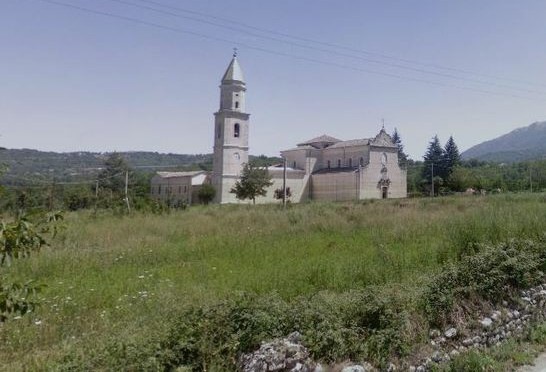
A templom

- San Francesco a Folloni-templom